# Amphicallia pratti
Amphicallia pratti är en fjärilsart som beskrevs av Sir George Hamilton Kenrick 1914. Amphicallia pratti ingår i släktet Amphicallia och familjen björnspinnare. Inga underarter finns listade i Catalogue of Life.